# Громадін Михайло Степанович
Михайло Степанович Громадін (8 листопада 1899, село Країшево Аткарського повіту Саратовської губернії, тепер Єланського району Волгоградської області, Російська Федерація — 4 червня 1962, місто Москва, Російська Федерація) — радянський військовий діяч, командувач військ протиповітряної оборони СРСР, генерал-полковник (17.11.1943). Депутат Верховної Ради СРСР 2-го скликання.

## Життєпис
Народився в бідній селянській родині. До сімнадцятирічного віку працював наймитом у поміщика.
У Червоній армії з вересня 1918 року. З вересня 1918 року — червоноармієць 3-го Селянського стрілецького полку 16-ї стрілецької дивізії. Воював на Південному фронті проти військ генерала Краснова. У бою в жовтні 1919 року був важко поранений, після одужання закінчив 1-і Саратовські піхотні командні курси в червні 1920 року. З червня 1920 року — командир роти і батальйону 264-го стрілецького полку 41-ї стрілецької дивізії, учасник радянсько-польської війни. У вересні 1920 року був вдруге важко поранений. Після цього поранення мав бути комісованим, проте наполіг на продовженні служби в армії.
У 1921 році призначений командиром роти, брав участь у придушенні Тамбовського повстання. З серпня 1921 року служив у прикордонній бригаді військ ОДПУ СРСР, з квітня 1924 року — в Туркестанській стрілецькій дивізії. Учасник бойових дій в Середній Азії проти басмачів.
Член РКП(б) з 1925 року.
У 1925—1927 роках — курсант Київської об'єднаної школи командирів РСЧА імені С. Каменєва.
У 1927—1930 роках — служба в Туркестані.
У 1930—1933 роках — слухач Військової академії РСЧА імені Фрунзе.
З травня 1933 року — начальник штабу 13-го Туркестанського гірськострілецького полку. З лютого 1934 року — начальник штабу 1-го територіального кулеметного полку Московського військового округу.
З квітня 1935 року — помічник начальника відділу, з березня 1937 року — начальник відділу протиповітряної оборони (ППО), з жовтня 1938 року — начальник оперативного відділу штабу Московського військового округу. Учасник окупації Західної Білорусії у вересні 1939 року.
У січні — червні 1940 року — командир 1-го корпусу ППО. У червні 1940 — листопаді 1941 року — помічник командувача Московського військового округу з протиповітряної оборони.
У листопаді 1941 — червні 1943 року — командувач військ протиповітряної оборони (ППО) СРСР. Одночасно з листопада 1941 до травня 1943 року — заступник народного комісара оборони СРСР.
У червні 1943 — 29 березня 1944 року — командувач військ Західного фронту ППО. 29 березня 1944 — 24 грудня 1944 року — командувач військ Північного фронту ППО. 24 грудня 1944 — 25 жовтня 1945 року — командувач військ Центрального фронту ППО.
25 жовтня 1945 — 23 травня 1946 року — командувач військ Центрального округу ППО.
23 травня 1946 — 7 липня 1948 року — командувач військ протиповітряної оборони (ППО) СРСР.
У 1950 році закінчив Вищі академічні курси при Військовій академії Генштабу.
У травні 1950 — вересні 1954 року — генерал-інспектора ППО Головної інспекції Радянської армії.
З вересня 1954 року — у відставці в Москві.
Помер 3 (або 4) червня 1962 року. Похований на Новодівочому цвинтарі в Москві.

## Військові звання
- Майор (22.11.1935)
- Полковник (.03.1938)
- Комбриг (31.12.1939)
- Генерал-майор (4.06.1940)
- Генерал-лейтенант (28.10.1941)
- Генерал-полковник (17.11.1943)

## Нагороди
- два ордени Леніна(18.11.1944, 21.02.1945)
- два ордени Червоного Прапора (3.11.1944, 20.06.1949)
- орден Суворова І ступеня (17.11.1945)
- два ордени Кутузова І ступеня (28.01.1943, 22.02.1944)
- орден Червоної Зірки (22.02.1941)
- медаль «За оборону Москви»
- медаль «За оборону Сталінграда»
- медаль «За перемогу над Німеччиною у Великій Вітчизняній війні 1941—1945 рр.»
- медалі